# Autoridad de Acueductos y Alcantarillados de Puerto Rico
La Autoridad de Acueductos y Alcantarillados de Puerto Rico es una compañía y empresa pública puertorriqueña encargada de gestionar la calidad, gestión y suministro del agua potable de Puerto Rico. Es la única empresa autorizada para suministrar el agua potable en Puerto Rico.

## Historia
La Autoridad de Acueductos y Alcantarillados de Puerto Ricoe se estableció mediante la Ley 40 el 1 de mayo de 1945.
En 1995 durante la legislatura del gobernador Pedro Juan Rosselló González se privatizó la agencia y se mantuvo en manos privadas hasta 2002 cuando se acabó el contrato, durante la legislatura de la gobernadora Sila María Calderón Serra.
En 2017, las consecuencias del huracán Maria dejaron a la mayoría del país sin servicio de agua durante varias semanas. La agencia anunció en diciembre de ese año, tres meses después del fin de la tormenta, que el servicio de agua se había restaurado al 90% de sus clientes. El entonces gobernador Ricardo Rosselló ordenó que la agencia no cobrara a los clientes el periodo en el que no tuvieron servicio debido al huracán.

## Galería

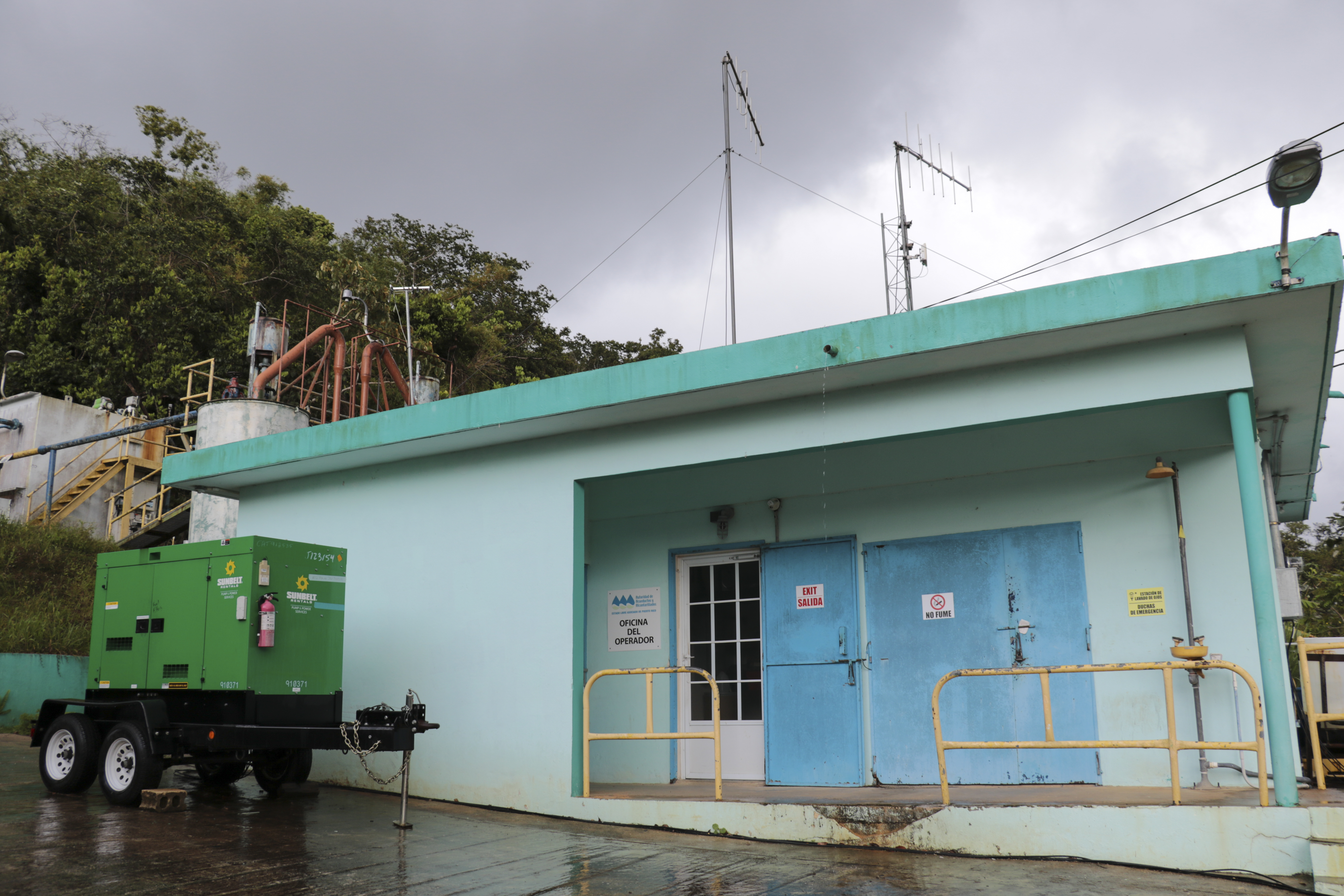
La infraestructura crítica localizada en las montañas de Jayuya
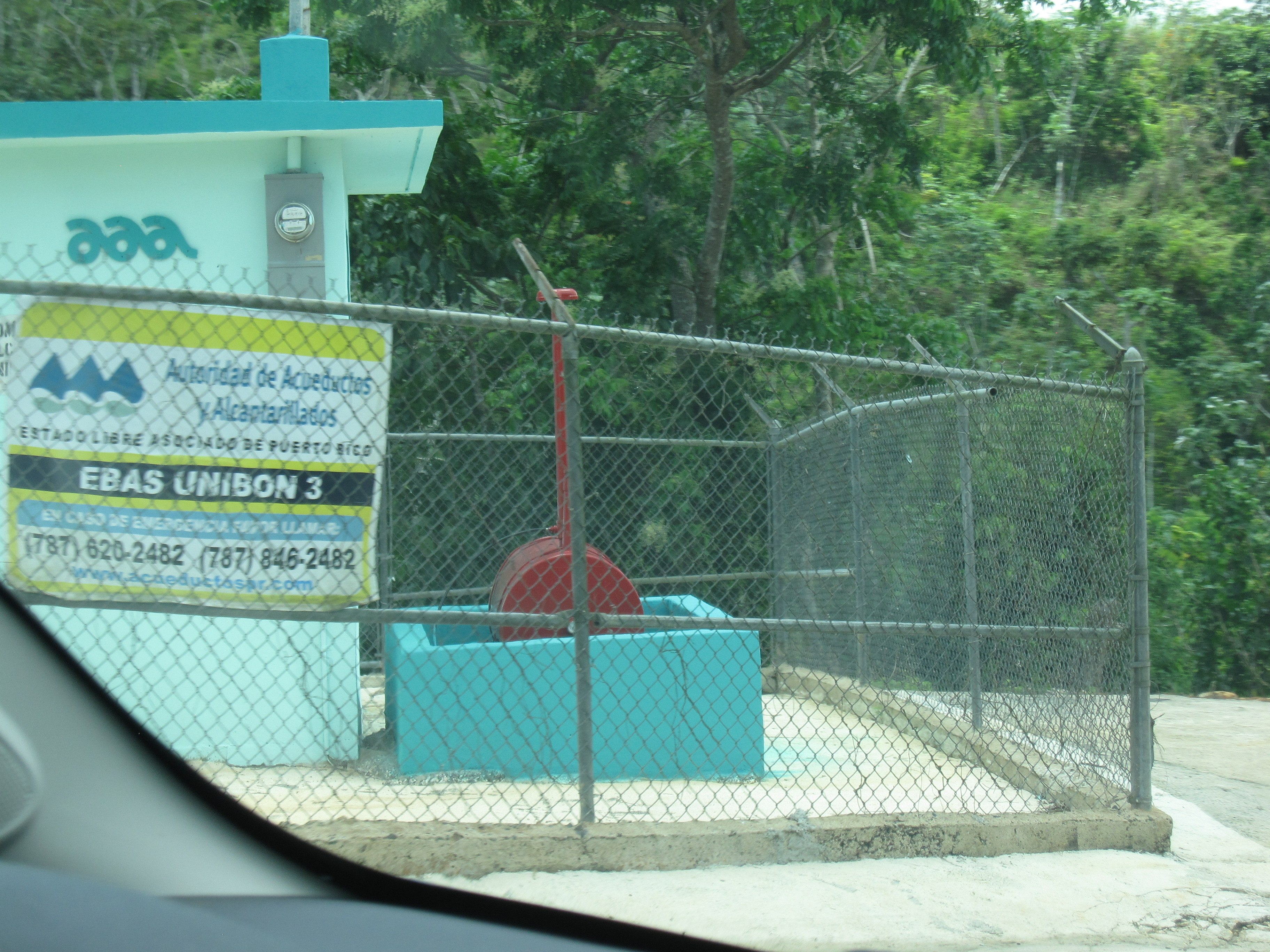
Autoridad de Acueductos y Alcantarillados de Puerto Rico en Unibón, Morovis